# Leptochela papulata
Leptochela papulata är en kräftdjursart som beskrevs av Fenner A. Chace 1976. Leptochela papulata ingår i släktet Leptochela och familjen Pasiphaeidae. Inga underarter finns listade i Catalogue of Life.